# Theodore Newcomb
Theodore Mead Newcomb (24 de julio de 1903 – 28 de diciembre de 1984) fue un psicólogo social, profesor y escritor estadounidense. Newcomb dirigió el Bennington College Study, en el cual se seguía la influencia de la experiencia universitaria en creencias sociales y políticas. También fue el primero en documentar los efectos de la proximidad del conocimiento y la atracción. Newcomb fundó y dirigió el programa doctoral en psicología social en la Universidad de Míchigan. En una Revisión de encuesta de Psicología General, publicado en el año 2002, Newcomb se encontraba en el puesto 57.º como uno de los psicólogos más citado del siglo XX.

## Biografía
Theodore Newcomb nació en Rock Creek, Ohio el 24 de julio de 1903. Su padre era ministro. Newcomb atendió escuelas rurales hasta que empezó la escuela secundaria en Cleveland. Después de graduarse como el mejor estudiante de su escuela, Newcomb se graduó en el Oberlin College y asistió al Union Theological Seminary. fue en el seminario que decidió convertirse en psicólogo y completo un doctorado en la Columbia University en 1929.

### Carrera
Newcomb hizo citas académicas en Lehigh Universidad (1929-1930), Case Western Reserve University (1930-1934), Bennington College (1934-1941) y la Universidad de Míchigan (1941-1972). Sirvió en el ejército durante la Segunda Guerra Mundial entre los años 1942 y 1945. Poco después de su regreso de la guerra, Newcomb fundó el centro de Búsqueda de la Encuesta de Míchigan, el cual se convirtió en el Instituto para Búsqueda Social. También fundó el programa doctoral en psicología social en Míchigan y presidió el programa desde 1947 a 1953. También fue editor de Revisión Psicológica desde 1954-1958

### Contribuciones
Newcomb dirigió el Bennington College Study, realizó una investigación de las actitudes y creencias de los estudiantes a través de sus carreras universitarias. El estudio destacó la importancia de grupos de referencia en la adolescencia tardía para el desarrollo de creencias sociales y políticas. Fue también el primer estudio importante para entrevistar un grupo de participantes sobre sus creencias sobre un periodo de tiempo. 
Una expectativa de su teoría es que las personas que les gusta la otra voluntad con mayor contacto vienen gradualmente a estar más de acuerdo sobre temas de interés mutuo.En un nuevo análisis de los datos de Newcomb, Wackman muestra que el cambio importante con el tiempo en el conocimiento es el proceso hacia una mayor precisión de la percepción de la posición del amigo en lugar de un mayor acuerdo o equilibrio.
Newcomb también estudió los factores que asociaron el conocimiento y la atracción, incluyendo el principio de la proximidad (proxemia). En un estudio, Newcomb asignó compañeros al azar y encontraron que eran propensos a convertirse en amigos.

### Muerte
Newcomb murió en su casa en Ann Arbor, Míchigan en 1984. Había sufrido un derrame cerebral hacía tres semanas.

## Trabajos
- Newcomb, Theodore M.: El Amor de Ideas (1980)
- Newcomb, Theodore M.: Psicología social (1950)[6]
- Newcomb, Theodore M., Ralph H. Turner, y Philip E. Conversa: Psicología Social: El Estudio de Interacción Humana (1965)
- Newcomb, Theodore M.: Persistencia y cambio: Bennington Universidad y su Alumnado Después de 25 Años (1967)
- Newcomb, Theodore M.: Personalidad y cambio social: Formación de Actitud en una Comunidad Estudiantil (1943)